# Boss (Mondkrater)
Boss ist ein Einschlagkrater am nordöstlichen Rand der Mondvorderseite.
Er liegt nördlich des Kraters Riemann und östlich von Zeno.
| Buchstabe | Position           | Durchmesser | Link |
| --------- | ------------------ | ----------- | ---- |
| A         | 52,22° N, 80,02° O | 29 km       |      |
| B         | 52,02° N, 78,05° O | 16 km       |      |
| C         | 52,26° N, 76,57° O | 23 km       |      |
| D         | 44,35° N, 87,51° O | 16 km       |      |
| F         | 54,17° N, 88,61° O | 33 km       |      |
| K         | 49,52° N, 81,09° O | 20 km       |      |
| L         | 50,83° N, 82,4° O  | 41 km       |      |
| M         | 51,9° N, 83,77° O  | 14 km       |      |
| N         | 52,03° N, 85,73° O | 15 km       |      |

Der Krater wurde 1964 von der IAU nach dem US-amerikanischen Astronomen Lewis Boss offiziell benannt.